# PRSS8
PRSS8 (англ. Protease, serine 8) – білок, який кодується однойменним геном, розташованим у людей на короткому плечі 16-ї хромосоми. Довжина поліпептидного ланцюга білка становить 343 амінокислот, а молекулярна маса — 36 431.
| 10         |  | 20         |  | 30         |  | 40         |  | 50         |
| ---------- |  | ---------- |  | ---------- |  | ---------- |  | ---------- |
| MAQKGVLGPG |  | QLGAVAILLY |  | LGLLRSGTGA |  | EGAEAPCGVA |  | PQARITGGSS |
| AVAGQWPWQV |  | SITYEGVHVC |  | GGSLVSEQWV |  | LSAAHCFPSE |  | HHKEAYEVKL |
| GAHQLDSYSE |  | DAKVSTLKDI |  | IPHPSYLQEG |  | SQGDIALLQL |  | SRPITFSRYI |
| RPICLPAANA |  | SFPNGLHCTV |  | TGWGHVAPSV |  | SLLTPKPLQQ |  | LEVPLISRET |
| CNCLYNIDAK |  | PEEPHFVQED |  | MVCAGYVEGG |  | KDACQGDSGG |  | PLSCPVEGLW |
| YLTGIVSWGD |  | ACGARNRPGV |  | YTLASSYASW |  | IQSKVTELQP |  | RVVPQTQESQ |
| PDSNLCGSHL |  | AFSSAPAQGL |  | LRPILFLPLG |  | LALGLLSPWL |  | SEH        |

A: Аланін

C: Цистеїн

D: Аспарагінова кислота

E: Глутамінова кислота

F: Фенілаланін

G: Гліцин

H: Гістидин

I: Ізолейцин

K: Лізин

L: Лейцин

M: Метіонін

N: Аспарагін

P: Пролін

Q: Глутамін

R: Аргінін

S: Серин

T: Треонін

V: Валін

W: Триптофан

Кодований геном білок за функціями належить до гідролаз, протеаз, серинових протеаз. 
Задіяний у такому біологічному процесі, як альтернативний сплайсинг. 
Локалізований у клітинній мембрані, мембрані.
Також секретований назовні.